# Тиксагевимаб/цилгавимаб
Тиксагевимаб/цилгавимаб — комбинация двух человеческих моноклональных антител, тиксагевимаба (AZD8895) и цилгавимаба (AZD1061), которые исследуются в качестве средства для лечения COVID-19. Препарат разрабатывается британо-шведской транснациональной фармацевтической и биотехнологической компанией AstraZeneca.
В октябре 2021 года Комитет по лекарственным средствам человека (CHMP) Европейского агентства по лекарственным средствам (EMA) начал непрерывный обзор тиксагевимаба/цилгавимаба. В октябре 2021 года AstraZeneca запросила разрешение на экстренное использование тиксагевимаба/цилгавимаба для предотвращения COVID-19 от Управления по санитарному надзору за качеством пищевых продуктов и медикаментов США (FDA).

## История
В 2020 году исследователи из Медицинского центра Университета Вандербильта обнаружили особенно сильные антитела, выделенные от пациентов с COVID-19, инфицированных диким штаммом. Компания AstraZeneca лицензировала эти антитела, разработала на их основе препараты для лечения моноклональными антителами и профинансировала клинические испытания, в том числе исследование «Provent», в котором приняли участие 5000 лиц с высоким риском, продолжавшееся 15 месяцев. В этом исследовании обнаружилось, что у тех, кто получал данный коктейль антител, наблюдалось снижение частоты симптоматического COVID-19 на 77 %, тяжелых случаев и смертей не было вовсе. AstraZeneca также обнаружила, что коктейль антител «нейтрализует недавно появившиеся вирусные варианты SARS-CoV-2, включая вариант Delta». Напротив, другое испытание, Storm Chaser, не дало результатов. В нём AZD7442 вводили 1000 человек после контакта с вирусом, до получения положительного результата теста.

## Штамм омикрон
Как минимум одно предварительное исследование демонстрирует сохранение эффективности препарата против штамма омикрон.